# David Gempeler
David Gempeler, auch David Gempeler-Schletti (* 3. Juni 1828 in Zwischenflüh; † 4. November 1916 in Zweisimmen), war ein Schweizer Lehrer, Schriftsteller und Heimatforscher.

## Leben

### Familie
David Gempeler war der Sohn des gleichnamigen Schneiders David Gempeler.
Er war seit 1850 in erster Ehe mit Anna (geb. Werren, verw. Maurer) verheiratet. In zweiter Ehe heiratete er 1869 die Lehrerin Magdalene († Mai 1934 in Zweisimmen), eine Tochter von Jakob Schletti.

### Werdegang
David Gempeler besuchte bei Direktor Heinrich Grunholzer von 1845 bis 1847 das Lehrerseminar Münchenbuchsee. Nachdem er als Freiwilliger mit den eidgenössischen Truppen 1847 in den Sonderbundskrieg gezogen war, wurde er Primarlehrer in Reichenstein und später in Betelried bei Zweisimmen sowie in Bern.
Nach einer Fortbildung an der Universität Bern zum Sekundarlehrer war er vom 10. Dezember 1858 bis 1901 Lehrer an der Sekundarschule in Zweisimmen.

### Schriftstellerisches Wirken
Aufgrund seines volkskundlichen Interesses begann David Gempeler Sagen aus dem Simmental zu sammeln und diese von 1883 bis 1912 in mehreren Bänden zu veröffentlichen; in dieser Zeit verfasste er auch 1904 eine Heimatkunde des Simmentals und 1906 Lose Blätter: Sprüche, Lieder, Sprichwörter, Sentenzen etc.
Besonders populär wurde sein Simmentalerlied.

## Mitgliedschaften
David Gempeler war Sekretär im Vorstand des obersimmentalischen Volksvereins in Zweisimmen und er gehörte dem Redaktionskomitee des Album des Litterarischen Vereins in Bern an.

## Schriften (Auswahl)
- Die Rosenhalde. In: Album des Litterarischen Vereins in Bern. 1948. S. 33–102.
- Sagen und Sagengeschichten aus dem Simmenthal.
  - Band 1. Thun 1883. 2. Auflage.
  - Band 2. Thun 1900. 2. Auflage.
  - Band 3. Thun 1893.
  - Band 4. Thun 1909.
  - Band 5. Thun 1912.
- Heimatkunde des Simmentals. Bern: A. Francke, 1904.
- Lose Blätter: Sprüche, Lieder, Sprichwörter, Sentenzen etc. Thun: Eugen Stämpfli, 1906.